# Bruce Billson
Bruce Frederick Billson (ur. 26 stycznia 1966 w Albury) – australijski polityk, członek Liberalnej Partii Australii (LPA). Od 1996 poseł do Izby Reprezentantów, od września 2013 do września 2015 minister małych przedsiębiorstw.

## Życiorys

### Kariera zawodowa
Jest absolwentem Królewskiego Instytutu Technologii w Melbourne, gdzie studiował zarządzanie. Po studiach związał się z sektorem publicznym, początkowo jako urzędnik zlikwidowanego w 1994 hrabstwa Hastings w południowej części aglomeracji Melbourne. Następnie pracował w ministerstwie zasobów naturalnych stanu Wiktoria, a później był doradcą senatora federalnego Roda Kempa.

### Kariera polityczna
W 1996 został po raz pierwszy wybrany do parlamentu federalnego jako kandydat LPA w okręgu wyborczym Dunkley w Wiktorii. W 2004 został sekretarzem parlamentarnym ministra spraw zagranicznych, a w 2005 równocześnie także sekretarzem parlamentarnym ministra imigracji, wielokulturowości i spraw ludności rdzennej. W styczniu 2006 wszedł do szerokiego składu rządu jako wiceminister obrony i jednocześnie minister ds. weteranów. W 2007 wraz z całą swoją partią przeszedł do opozycji.
Po zwycięstwie wyborczym prawicy we wrześniu 2013 został członkiem gabinetu Tony’ego Abbotta jako minister małych przedsiębiorstw. We wrześniu 2015 nowym premierem Australii został Malcolm Turnbull. Billson przez kilka pierwszych dni pozostawał formalnie członkiem jego gabinetu w okresie przejściowym między kadencjami obu premierów, ale nie znalazł się w jego nowym składzie, powołanym w dniu 21 września 2015.